# Eaco
Èaco (in greco antico: Αἰακός?, Aiakòs; in latino Aeăcus) è un personaggio della mitologia greca. Nasce dalla ninfa Egina con cui Zeus un giorno si accoppiò trasformandosi in aquila e portando con sé la ninfa sull'isola di Enopia, che prese dalla ninfa il nome di Egina.

## Mitologia
Le leggende narrano che Era, sposa di Zeus, quando seppe della nascita di Eaco, scaricò la sua gelosia sull'isola avvelenando i corsi d'acqua ed ordinando ai venti meridionali di soffiare senza tregua. Fu così che tutti i raccolti andarono perduti e ciò che seguì fu una grave carestia ed il caldo torrido portato dai venti meridionali costrinse gli abitanti a bere le acque dei fiumi avvelenati uccidendoli tutti. Vedendo il suo regno alla rovina, Eaco si rivolse al padre Zeus e questi fece cadere sull'isola una pioggia fresca, che fermò i venti e ricambiò le acque avvelenate, poi trasformò le formiche dell'isola in esseri umani ed Egina ritornò fiorente grazie ai Mirmidoni (da murmex che significa appunto formica). Eaco spartì i suoi possedimenti tra i suoi sudditi e l'isola ritrovò la pace.
In seguito Eaco sposò Endeide, figlia di Scirone (o Chirone, secondo l'erronea traslitterazione del nome da parte di Igino) e di Cariclo, da cui ebbe i figli Telamone e Peleo. Peleo fu il padre di Achille, che fu accompagnato alla guerra di Troia da un esercito di mirmidoni.
Eaco ebbe un ulteriore figlio dall'unione con la ninfa Psamate, una delle figlie di Nereo, che per sfuggirgli si trasformò in foca ma lui si unì lo stesso a lei e nacque un figlio chiamato Foco. In seguito Telamone, geloso del fratellastro Foco, lo uccise e lo seppellì con l'aiuto di Peleo. Quando Eaco scoprì il fatto, cacciò entrambi i figli dall'isola.
Pindaro indica in Eaco il costruttore delle mura di Troia, con l'aiuto di Apollo e Poseidone.
Eaco era considerato un uomo profondamente giusto e per questo era chiamato spesso a fare da arbitro nelle contese. Dopo la sua morte Zeus lo nominò giudice negli Inferi. Platone cita come giudici dell'Ade Minosse, Radamante, Eaco e Trittolemo.
La leggenda inoltre narra che Eaco era custode delle chiavi dell'Ade e che doveva occuparsi delle anime di provenienza europea.

## Nella cultura di massa
Il nome Eaco viene dato ad un personaggio del manga Saint Seiya; in esso (e nella versione animata) ha il nome Eaco di Garuda è presentato come uno dei tre generali di Ade, re degli Inferi, nonché giudice dei morti (un riferimento mitologico); Tuttavia, poiché l'autore Masami Kurumada utilizzò la dizione greca del nome (Aiakos), all'epoca della prima edizione italiana del manga (edita da Granata Press) il nome venne tradotto erroneamente in Aiace; anni dopo, l'edizione della Star Comics utilizzò invece i nomi greci per i tre Giudici, quindi Eaco venne riferito semplicemente come Aiacos; ma in seguito l'adattamento italiano della versione animata e del prequel The Lost Canvas ripristinò stabilì l'uso definitivo di Eaco. Nel sequel Next Dimension il personaggio viene chiamato Suikyo, ed è un ex cavaliere d'argento passato dall'esercito di Atena a quello di Ade; comunque, in The Lost Canvas verso la fine della storia Aaron (il giovane che ospita lo spirito di Ade) spoglia Eaco di cosmo e armatura, sigillando l'anima di specter che lo possedeva e ridandogli il suo vero nome: Suikyo! Questo espediente narrativo potrebbe essere un omaggio dell'autrice Shiori Teshirogi nei confronti di Kurumada (autore dell'opera originale e di Next Dimension); in un'intervista Teshirogi spiegò che inizialmente le due opere dovevano procedere di pari passo e narrare la stessa storia da punti di vista differenti; ma proseguendo i due autori finirono per scrivere due trame differenti.